# Gaediopsis mexicana
Gaediopsis mexicana är en tvåvingeart som beskrevs av Brauer och Julius Edler von Bergenstamm 1891. Gaediopsis mexicana ingår i släktet Gaediopsis och familjen parasitflugor. Inga underarter finns listade i Catalogue of Life.